# Budby
Budby – przysiółek w Anglii, w Nottinghamshire, w dystrykcie Newark and Sherwood, w civil parish Perlethorpe cum Budby. Leży 12 km od miasta Mansfield, 29,6 km od miasta Nottingham i 201,8 km od Londynu. W 1891 roku civil parish liczyła 121 mieszkańców. Budby jest wspomniana w Domesday Book (1086) jako Butebi.